# Gemeentehuis van Zwevegem

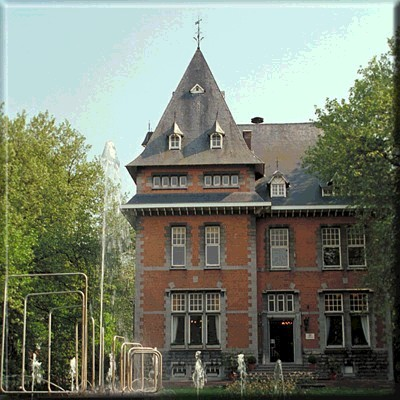
Gemeentehuis van Zwevegem

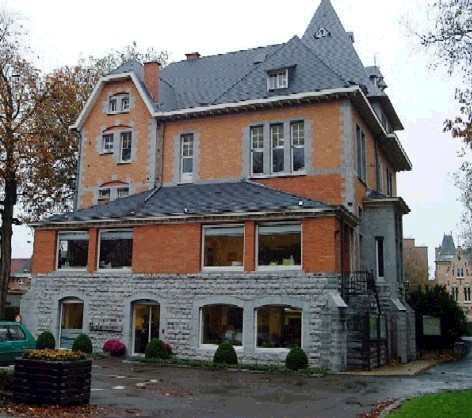
Achterzijde gemeentehuis

Het oude gemeentehuis van Zwevegem is een vroeger kasteel in de Belgische gemeente Zwevegem. Het staat in de Otegemstraat 100.
De herenwoning werd door de familie Van Leynseele gebouwd. De neorenaissance- en cottagestijlkenmerken waarin het kasteeltje met koetshuis is opgetrokken, zijn typisch voor de bouwstijl op het eind van de 19de eeuw. De bouw wordt ook gekenmerkt door een zware onderbouw in blauwe hardsteen. 
De woning van de familie Van Leynseele was in 1940 in het bezit van de brouwer Ceriel Bafcop, tot deze werd aangekocht door de gemeente. In 1941 namen de gemeentediensten hun intrek in het kasteel en het gemeentebestuur vormde de aangrenzende tuinen om tot openbaar park met parkkiosk. Het gemeentepark werd uitgebreid in 1956 en 1957. De kleine hoeve achter het kasteel werd aangekocht in 1952 en later omgevormd tot het gemeentelijk speelplein. Het gemeentepark met vijver heeft als basis de bomen en heestermassieven aangelegd door de familie Van Leynseele en is ongeveer 3ha groot.
In september 2013 namen de gemeentediensten hun intrek in een nieuw gebouw in de Blokkestraat. Het oude gemeentehuis staat leeg.

## Omgeving
Rondom het gemeentehuis en park bevinden zich vandaag de brandweerkazerne, een feesthal en een fontein. De feesthal werd in juni 1960 langs de Kouterstraat gebouwd. In maart 1961 werd de brandweerkazerne langs de beukendreef in de Ommegangstraat gebouwd. In de voortuin van het gemeentehuis werd een fontein gebouwd in 1980.